# Paulus Eckringa
Paulus Eckringa (22 januari 1697, Koudum -  9 juli 1793, 's-Hertogenbosch) was een Nederlands secretaris, procureur, rentmeester en later heer van Kasteel Geldrop, Groot- en Klein-Braakhuizen.

## Levensloop

### 1713-1744: Verschillende aanstellingen
Paulus Eckringa werd in 1713 aangesteld als de klerk van de grietenij Hemelumer Oldephaert en Noordwolde. Rond 1719 verhuisde hij naar Vrouwenparochie. Hij werd in het Bildt procureur-postulant van het nedergerecht van het Bildt. In die rol fungeerde hij  als advocaat en toezichthouder bij strafzaken die een nedergerecht behandelde. Twee jaar later, na het overlijden van procureur-fiscaal Jobias Ritsma, werd hij door grietman Van Haren ook aangesteld als de nieuwe procureur-fiscaal, waardoor hij in Het Bildt vanaf dat moment zowel de rol van advocaat als die van aanklager bezat.
Rond die tijd trouwde hij met Metje Johannes en verhuisde naar Sint Annaparochie. In 1727 werd Eckringa door Van Haren aangesteld als substituut-ontvanger der florenen van het Bildt, hij ontving en beheerde het binnengekomen belastinggeld van de grietenij.
Door het Hof van Friesland werd Paulus op 14 maart 1730 aangesteld als de Notaris-Publicus, de openbare notaris. In Sint Annaparochie werd hij in 1734 gekozen als de beheerder van de financiële inkomsten/inningen van de plaatselijke parochie (ontvanger der gemeente-omslagen). Drie jaar later werd hij dat ook in Vrouwenparochie. In 1742 werd zijn zoon Hermannus secretaris van het Bildt. Door deze aanstellingen werd de familie schatrijk, zeker ten opzichte van de overige bewoners van Het Bildt, iets wat bij de lokale bevolking tot scheve gezichten leidde.

### 1744-1748: De komst van Christiaan de Pool
Het geheel escaleerde na de komst van dokter Christiaan de Pool. Deze arts kwam in 1744 vanuit Balk naar Sint Annaparochie en wist zich in korte tijd geliefd te maken onder de bevolking. Hij ging echter in tegen de familie Eckringa, met als gevolg dat hij in 1747 een beroepsverbod kreeg. De Pool ging in hoger beroep bij het Hof van Friesland om dit verbod aan te vechten, maar verloor dit op 28 mei 1748. Onder de bevolking heerste er tot dan toe al ongenoegen over de belastingen en de manier waarop geld werd geïnd, maar door de behandeling van De Pool door de familie Eckringa sloeg de vlam in de pan. In de nacht op 1 en 2 juni 1748 kwam het tot een gewelddadige confrontatie. Terwijl Paulus Eckringa in Leeuwarden was, trok een groep van de lokale bevolking naar diens huis. In het bijzijn van de vrouw van Paulus Eckringa sloeg men de inboedel kapot en ook werd er geplunderd. Het oproer leidde ertoe dat de belastingheffing hervormd werd.

### 1749-1793: Nieuwe start in Brabant
De familie Eckringa vluchtte naar Brabant, kwam daar berooid aan en werd opgevangen door grietman Willem van Haren. Paulus Eckringa vroeg een faillissement aan tegen De Pool, van wie hij meende nog geld te goed te hebben. Daarnaast probeerde hij in 1749 nog een flinke vergoeding te verkrijgen bij de heerlijkheid wegens de vernielingen die meer dan een halfjaar eerder plaats hadden gevonden, maar het is onbekend of daar iets van is gekomen. Wel overleed zijn vrouw Metje kort hierna. Grietman Van Haren hielp Eckringa aan nieuwe functies. Zo werd Eckringa secretaris van de heerlijkheid Heeze en Leende en daarna ook stadhouder van de Kwartierschout van Peelland. Hij was procureur aldaar tot 1762. Als secretaris was hij de opvolger van Johan Caspar Nobel.
In 1756 trouwde Eckringa een tweede maal en ditmaal was het de dochter van zijn voorganger Johan Nobel, Catharina Petronella Nobel. Ze kwamen te wonen in het huis van Johan Nobel en kregen dit ook in eigendom. In 1772 trad Eckringa af als secretaris, maar werd datzelfde jaar nog heer van Kasteel Geldrop, Groot- en Klein-Braakhuizen. Dit kwam omdat Catharina de heerlijkheid erfde van Adriaan van Sprangh, die kinderloos was gebleven. Eckringa was ook de rentmeester van de familie van Sprangh.
In 1791 overleed zijn tweede vrouw Catharina. Hijzelf overleed op 96-jarige leeftijd in 's-Hertogenbosch, op 9 juli 1793. Hij werd daarna begraven in de Sint-Janskathedraal te 's-Hertogenbosch. Hun dochter, Wilhelmina Johanna Eckringa van Sprangh erfde de heerlijkheid.